# Освобождённый мир (роман)
«Освобождённый мир» — научно-фантастический и социально-фантастический роман Герберта Уэллса, написанный им в 1913 году и вышедший в 1914 году. В романе предсказывалось ядерное оружие и вызываемая его применением радиация.

## Атомные бомбы в романе
Устройство атомной бомбы в романе иное, нежели впоследствии было реализовано в реальности.
Атомная бомба в романе представляет собой толстостенную железную сферу, диаметром около 60 см (2 фута). Внутри этой сферы в вакууме находится большой шар из каролиния — вымышленного Уэллсом радиоактивного элемента, с периодом полураспада 17 дней. Но в вакууме, в отсутствие доступа воздуха, распад каролиния не происходит (в реальности у радиоактивных элементов распад происходит и в вакууме и не зависит от доступа воздуха). На железной наружной сфере находятся две ручки — такие, как у спортивной гири; между ними — отверстие, заткнутое резиновой пробкой.
Атомные бомбы сбрасывали с самолёта. Для применения атомной бомбы нужно было взять её за ручки, подтащить к выходной двери салона самолёта, затем, держа за ручки, прокусить зубами резиновую пробку и сразу же выбросить бомбу из самолёта. Сквозь прокушенную пробку к каролинию поступал воздух, в результате чего, когда бомба уже падала, в ней начинался распад этого элемента.
Из-за быстрого распада выделяется очень много энергии. Мощность взрыва в первый момент была сравнима с мощностью взрыва обычной авиабомбы (с химической взрывчаткой), но энергия с такой мощностью выделялась не одно мгновение, а всё время, непрерывно (хоть и уменьшалась вдвое за каждые 17 дней). 
Жаром этой энергии атомная бомба расплавляла землю и погружалась под землю, 
так что приближаться слишком близко к месту «взрыва» было опасно тем, 
что можно было провалиться под землю в расплавленную лаву. 
При это «взорвавшаяся» атомная бомба, 
то есть, кусок каролиния, источающий такую мощную энергию распада, 
у Уэллса не расплавлялся и не испарялся, что произошло бы в реальности, 
а оставался твёрдым куском (!). 
В романе «взрыв» атомной бомбы порождал также радиацию («вредное излучение»).
Атомные бомбы в романе перевозили в похожих на гроб продолговатых ящиках, по три штуки в ящике. В бомбардировщик загружали один такой ящик.

## Сюжет
В мире назревала и в конце концов началась Мировая война, которая оказалась атомной, поскольку у всех государств к тому времени имелись атомные бомбы.
С началом войны атомными бомбами сразу же были уничтожены правительства в столицах государств и высшие военные штабы всех воюющих стран. Власть в странах и на местах взяли руководители рангом ниже, которые сразу же начали переговоры о мире на условиях непредъявления друг другу претензий и требований. На переговорах всеми странами было принято решение построить новый, лучший мир с лучшим устройством государства и общества, в том числе объединить все страны мира в единое государство (о желательности и предпочтительности всемирного государства Герберт Уэллс высказывался во многих своих произведениях). Для этого был собран всемирный конгресс.
Однако правитель одного государства был против мира и объединения. Он послал самолёт с атомными бомбами, чтоб подвергнуть атомной бомбардировке место проведения конгресса. Однако подступы к этому месту хорошо охранялись, в том числе авиацией. Охранные истребители вовремя обнаружили бомбардировщик с атомными бомбами и, обстреляв его из стрелкового оружия, вынудили приземлиться, не долетев до цели. В севшем самолёте с полностью погибшим экипажем нашли ящик с тремя атомными бомбами.
Лучший мир был построен.
В эпоху этого нового мира приобрёл известность мыслитель и философ Марк Каверин. Он болел тяжёлой болезнью и ему была сделана операция в горном санатории. В заключительной главе романа Марк Каверин, уже после операции, беседует в санатории с другими людьми, в том числе с женщинами-медиками санатория, высказывая свои идеи и отвечая на вопросы собеседников. Кончается роман сообщением автора, что в ночь после этой беседы Марк Каверин умер, из-за того, что отвалившийся от операционной раны кусок тромба по кровеносным сосудам «дошёл до сердца» и закупорил его.

## Персонажи
- Фредерик Барнет — несколько эпизодов с ним — типичный житель Англии довоенного и военного времени. На его примере показана жизнь простых людей в то время. Был призван в армию и успел немного повоевать на войне. Затем работал на телеграфе, и через телеграфный узел, на котором он работал, прошла телеграмма о начале переговоров о мире, заставив работников телеграфа задуматься и вселив в них надежду.
- Марк Каверин — мыслитель и философ, приобретший известность в эпоху уже построенного лучшего мира.
- Король Эгберт — несколько эпизодов с ним — правитель маленькой страны в Европе. На конгресс, соригинальничав, пришёл пешком со своим секретарём-дворецким, ведя с ним в пути философские беседы.

### Эпизодические персонажи
- Секретарша французского маршала Дюбуа — фигурирует, как и Дюбуа (которого она только видит и думает о нём), лишь в одном эпизоде — на совещании французского ген.штаба во время войны. В этом эпизоде на французский ген.штаб, прямо во время совещания, были сброшены атомные бомбы. Секретарша оказалась поражена их «взрывами» и, поражённая (умирающая?), увидела лежащего на земле мёртвого маршала Дюбуа.
- Лётчик одной из воюющих стран — фигурирует лишь в одном эпизоде — получил приказ лететь со своим экипажем и подвергнуть атомной бомбардировке порученный ему объект. Первую атомную бомбу они успешно сбросили, но их атаковал вражеский истребитель. При втором заходе на цель (для сброса второй атомной бомбы) огонь с истребителя заставил члена экипажа, уже прокусившего пробку второй бомбы, пригнуться, вместо того чтобы тотчас выбросить её. В результате атомная бомба «взорвалась» в самолёте, уничтожив его и убив весь экипаж, включая этого лётчика. Но после этого она упала на цель, поразив её.